# Вестфальський університет імені Вільгельма
Вестфа́льський університе́т і́мені Ві́льгельма (нім. Westfälische Wilhelms-Universität Münster, скор.WWU) — один з найбільших університетів Німеччини. Розташований в Мюнстері. Заснований 16 квітня 1780 року. Мюнстерський університет має ім'я кайзера Німеччини Вільгельма II. Навчання студентів проводиться на 15 факультетах за 130 спеціальностями.
У системі університету працюють 4 музеї:
- археологічний,
- геолого-палеонтологічний,
- мінералогічний та
- музей Біблії, а також інсує Ботанічний сад.

Вестфальський університет входить до спілки найбільших вишів Німеччини German U15.

## Історія
Попередником університету була єзуїтська школа, заснована в 1588 році. У рік заснування в університеті відкрилося чотири факультети:
- юридичний,
- медичний,
- філософський та
- теологічний.

В 1805 році університет отримав назву «Прусський університет Вестфалії».
Наприкінці 1950-х років в університеті навчалася Ульріке Майнгоф — майбутній лідер і теоретик ліворадикальної організації Західної Німеччини «Фракція Червоної Армії» (РАФ).

## Викладачі й випускники
- Ґеорґ Беднорц — німецький фізик
- Ганс Блюменберг — німецький філософ
- Герхард Домагк — німецький патолог і бактеріолог.
- Бенедикт XVI — Папа Римський
- Герд Фалтінгс — німецький математик
- Крістоф Гудерман — німецький математик
- Еріх Адікес (1866—1928) — професор філософії.
- Томас Херен — інформаційне та інтернет-право
- Єнс Леманн — німецький футболіст.
- Сніжко Сергій Іванович  — український метеоролог.
- Марина Вайсбанд — німецький політичний діяч
- Юрій Клен — український поет, перекладач.